# Стариград (Сень)
44°48′ пн. ш. 14°53′ сх. д. / 44.80° пн. ш. 14.88° сх. д.
Стариград (хорв. Starigrad) — населений пункт у Хорватії, в Лицько-Сенській жупанії у складі міста Сень.

## Населення
Населення за даними перепису 2011 року становило 15 осіб.
Динаміка чисельності населення поселення:

## Клімат
Середня річна температура становить 12,18 °C, середня максимальна – 24,28 °C, а середня мінімальна – -0,09 °C. Середня річна кількість опадів – 1144 мм.
| Клімат поселення                              | Клімат поселення | Клімат поселення | Клімат поселення | Клімат поселення | Клімат поселення | Клімат поселення | Клімат поселення | Клімат поселення | Клімат поселення | Клімат поселення | Клімат поселення | Клімат поселення | Клімат поселення |
| Показник                                      | Січ.             | Лют.             | Бер.             | Квіт.            | Трав.            | Черв.            | Лип.             | Серп.            | Вер.             | Жовт.            | Лист.            | Груд.            |                  |
| Середній максимум, °C                         | 9,15             | 9,13             | 10,81            | 14,42            | 19,64            | 23,99            | 24,28            | 23,81            | 19,98            | 15,94            | 11,30            | 8,84             |                  |
| Середня температура, °C                       | 4,53             | 4,51             | 6,18             | 9,80             | 15,03            | 19,37            | 21,36            | 20,89            | 17,07            | 13,03            | 8,39             | 5,92             |                  |
| Середній мінімум, °C                          | −0,08            | −0,09            | 1,57             | 5,17             | 10,42            | 14,76            | 18,46            | 17,99            | 14,16            | 10,12            | 5,48             | 3,00             |                  |
| Норма опадів, мм                              | 90               | 79               | 79               | 84               | 81               | 82               | 50               | 70               | 124              | 141              | 146              | 118              |                  |
| Середньомісячна швидкість вітру, м/с          | 3.20             | 3.33             | 3.37             | 3.18             | 2.86             | 2.68             | 2.67             | 2.66             | 2.84             | 3.09             | 3.56             | 3.51             |                  |
| Середньомісячна сонячна радіація, кДж/м²·день | 4651             | 7432             | 10838            | 15493            | 19834            | 21690            | 23340            | 20277            | 14764            | 9499             | 5072             | 3937             |                  |
| --------------------------------------------- | ---------------- | ---------------- | ---------------- | ---------------- | ---------------- | ---------------- | ---------------- | ---------------- | ---------------- | ---------------- | ---------------- | ---------------- | ---------------- |
| Джерело:                                      |                  |                  |                  |                  |                  |                  |                  |                  |                  |                  |                  |                  |                  |